# Rhopalocerus anytus
Rhopalocerus anytus là một loài bọ cánh cứng trong họ Zopheridae. Loài này được Hinton miêu tả khoa học năm 1941.